# Maison Dick
 (octobre 2024).
La mise en forme du texte ne suit pas les recommandations de Wikipédia : il faut le « wikifier ».
Les points d'amélioration suivants sont les cas les plus fréquents :
- Les titres sont pré-formatés par le logiciel. Ils ne sont ni en capitales, ni en gras.
- Le texte ne doit pas être écrit en capitales (les noms de famille non plus), ni en gras, ni en italique, ni en « petit »…
- Le gras n'est utilisé que pour surligner le titre de l'article dans l'introduction, une seule fois.
- L'italique est rarement utilisé : mots en langue étrangère, titres d'œuvres, noms de bateaux, etc.
- Les citations ne sont pas en italique mais en corps de texte normal. Elles sont entourées par des guillemets français : « et ».
- Les listes à puces sont à éviter, des paragraphes rédigés étant largement préférés. Les tableaux sont à réserver à la présentation de données structurées (résultats, etc.).
- Les appels de note de bas de page (petits chiffres en exposant, introduits par l'outil «  Source ») sont à placer entre la fin de phrase et le point final[comme ça].
- Les liens internes (vers d'autres articles de Wikipédia) sont à choisir avec parcimonie. Créez des liens vers des articles approfondissant le sujet. Les termes génériques sans rapport avec le sujet sont à éviter, ainsi que les répétitions de liens vers un même terme.
- Les liens externes sont à placer uniquement dans une section « Liens externes », à la fin de l'article. Ces liens sont à choisir avec parcimonie suivant les règles définies. Si un lien sert de source à l'article, son insertion dans le texte est à faire par les notes de bas de page.
- La présentation des références doit suivre les conventions bibliographiques. Il est recommandé d'utiliser les modèles {{Ouvrage}}, {{Chapitre}}, {{Article}}, {{Lien web}} et/ou {{Bibliographie}}. Le mode d'édition visuel peut mettre en forme automatiquement les références.
- Insérer une infobox (cadre d'informations à droite) n'est pas obligatoire pour parachever la mise en page.

Pour une aide détaillée, merci de consulter Aide:Wikification.
Si vous pensez que ces points ont été résolus, vous pouvez retirer ce bandeau et améliorer la mise en forme d'un autre article.
La Maison Dick est une maison d’habitation conçue par les architectes Jean Nouvel et Dominique Tissier en 1979 dans la commune de Saint-André-les-Vergers dans l’Aube. C’est l’une des premières réalisations de l’architecte international Jean Nouvel et elle est aujourd’hui labellisée « Architecture contemporaine remarquable ».

## Contexte historique
La maison Dick, à Saint-André-les-Vergers, près de Troyes, est un projet architectural des années 1970. Il est confié à l'architecte Jean Nouvel par un couple lyonnais, recommandé par leur ami Dominique Tissier, lui aussi architecte. Plusieurs versions sont proposées, c’est la troisième version qui finalement choisie en 1975. Nouvel dispose d'une totale liberté pour créer une « maison contemporaine ». Seuls essentiels : combiner des volumes audacieux et des matériaux locaux, tout en s'inspirant de l'architecture traditionnelle des fermes champenoises.
Les attentes du couple Dick sont satisfaites par Jean Nouvel, en particulier grâce à sa philosophie de l'« architecture autrement ». À ce moment-là, il accorde une importance plus grande à la qualité qu’à la quantité et considère l'architecture comme un moyen de faire le lien entre la volonté des commanditaires et son propre travail. L'architecte se perçoit comme un artisan. Cela s'applique particulièrement aux projets destinés aux particuliers où il se base davantage sur l'histoire, la famille et le lieu.
Toutefois, le projet est rapidement ralenti par le refus de la première demande de permis de construire. Les architectes et les maîtres d'ouvrage sont confrontés à des difficultés administratives et politiques provenant de diverses autorités locales. Une histoire largement médiatisée en raison de ses complications, ce qui en fait un symbole de l’obstruction administrative envers l’architecture. Enfin, grâce à l'implication du maire de Troyes et aux initiatives de Jean Nouvel, un permis de construire modifié est validé en 1977. La durée du chantier est de deux ans.
Même si aujourd’hui ce n’est pas le projet architectural le plus reconnu de Jean Nouvel, il a une place importante dans le début de sa carrière. En 2015, cette maison reçoit le label « Patrimoines du XXe siècle ». Avec la disparition de ce dernier en 2016, il devient alors label « Architecture contemporaine remarquable » (ACR) et rejoint la collection des édifices labellisés de la région du Grand Est.

## Description de l’architecture
Le site où la maison Dick est construite est situé au nord de la commune de Saint-André-les-Vergers. Avec une superficie d'environ 5 000 m2, sa forme irrégulière est le résultat de l'achat de plusieurs terrains par le couple. Il a une longueur de 168 mètres et une largeur d'environ 50 mètres sur une bande orientée nord-sud. Elle est limitée au sud et à l’ouest par de la voirie et par des propriétés voisines à l’est et au nord.
Grâce à la taille du terrain, l'architecte peut réaliser une structure éclatée qui facilite l'organisation des volumes et la répartition des différents espaces. Cette méthode évoque l'architecture des fermes anciennes par ajouts successifs. Les deux ailes de la maison Dick sont en forme de « V ». L'aile ouest étant parallèle au Passage du Fossé-noir (voirie), permet une implantation dans son environnement urbain. Quant à l’aile est, elle se trouve au milieu du terrain, permettant de profiter du paysage. L'objectif des maîtres d'œuvre est de concevoir un espace de vie « épais, chaud et apaisant », avec des toits arrondis, des volumes intérieurs courbes et une utilisation abondante de la brique et du zinc.
La construction de la maison de 260 mètres² répond à un besoin essentiel : créer des espaces séparés pour les parents et les enfants. C'est cette structure en deux ailes, en forme de V orienté vers le sud, qui donne accès à l'entrée de la maison, avec un vestiaire et un cabinet de toilettes. La cuisine, le garage, l'atelier et quatre chambres d'enfants sont situés dans l'aile ouest. Dans l'aile est se retrouve en revanche un double séjour avec mezzanine, la chambre parentale avec accès à une terrasse et des chambres d'amis. Ces deux volumes sont reliés par un passage étroit faisant également la jonction entre l'intérieur et l'extérieur. Les différents espaces de la maison se caractérisent par des approches esthétiques très variées. Le petit séjour voûté en quart de cylindre est laqué en blanc, les voûtes sont en briques et les portes colorées. La cuisine, sous voûte en berceau, montre des briques apparentes. La structure en brique brute des chambres des enfants, qui sont des salles de jeux privées en forme d'absidiole, rappelle également l'ambiance chaleureuse de l'extérieur de la maison. Les parois voûtées de la salle commune sont recouvertes d'une laque noire réfléchissante, visible également sur certains murs des circulations, du séjour et de la mezzanine. Malgré la prédominance des matériaux opaques, les panneaux de verre apportent des éléments de transparence, ce qui enrichit l'espace.
La construction reflète l'histoire tumultueuse de la maison, où différentes méthodes structurelles témoignent des difficultés auxquelles elle a été confrontée. Le projet accepté a été respecté pour les élévations et la couverture, ce qui a permis d'avoir des intérieurs voûtés. Mais il y a eu des changements : un toit en zinc a été remplacé par des tuiles classiques, les murs arrondis ont été dissimulés par des pans de murs droits, les fenêtres ont été raccourcies ou murées. Dans certaines parties, les voûtes ont été remplacés par des toits-terrasses. Cette situation a été fortement critiquée par Jean Nouvel qui a affirmé en façade ces changements dû à un désaccord administratif. Même des briques ont été volontairement brisées pour montrer la frustration de l'architecte.